# ميك كيارني
ميك كيارني (بالإنجليزية: Mick Kearney) هو لاعب اتحاد الرغبي أيرلندي، ولد في 29 مارس 1991 في دبلن في جمهورية أيرلندا.